# Palazzo Lazzaro Grimaldi
Il palazzo Lazzaro Grimaldi è un edificio storico italiano, sito in piazza Inferiore di Pellicceria 1, nel centro storico di Genova. È uno dei Palazzi dei Rolli che furono designati, al tempo della Repubblica di Genova, a ospitare gli ospiti di alto rango durante le visite di stato per conto del governo genovese.
Dal 1913 l'edificio è sottoposto a vincolo di tutela da parte della soprintendenza.

## Storia e descrizione
Ubicato tra la piazza di Pellicceria e via San Luca, il palazzo è adiacente alla Galleria Nazionale di Palazzo Spinola e contiguo al palazzo Gio Battista Grimaldi.
Venne incluso nei rolli del 1588 e del 1599 come proprietà del doge Lazzaro Grimaldi Cebà e dei suoi eredi. L'edificio è stato completamente ristrutturato nel dopoguerra, conservando l'aspetto originario nell'atrio e nello scalone.
Il palazzo è adibito a uffici.